# Frédéric III d'Autriche
Frédéric III d'Autriche né à Vienne le 31 mars 1347 et mort le 10 décembre 1362 est le second fils du duc Albert II d'Autriche et de Jeanne de Ferrette.
Albert II avait décidé que ses quatre fils Rodolphe, Frédéric, Albert et Léopold seraient corégents à sa mort qui intervient en 1358. L'aîné Rodolphe a alors 18 ans et assure de fait la tutelle de ses frères mineurs. Frédéric ne survivra pas à son frère aîné et ne jouera aucun rôle politique.